# Panaji
Panaji (konkani पणजी, portoghese Pangim) è una città dell'India di circa 40.000 abitanti, capoluogo del distretto di Goa Nord, nel territorio federato di Goa di cui è capitale.

## Geografia fisica
La città è situata a 15° 28' 60 N e 73° 49' 60 E e ha un'altitudine di 6 m s.l.m..

## Società

### Evoluzione demografica
Al censimento del 2001 la popolazione di Panaji assommava a 58.785 abitanti, dei quali 29.784 maschi e 29.001 femmine. In base al numero di abitanti la città rientra nella classe II (da 50.000 a 99.999 persone). I bambini di età inferiore o uguale ai sei anni erano 5.449, dei quali 2.797 maschi e 2.652 femmine. Gli abitanti in grado di leggere e scrivere erano 47.679, dei quali 25.214 maschi e 22.465 femmine.

## Curiosità
A Panaji sono ambientati i primi minuti del secondo film di Jason Bourne, The Bourne Supremacy.

## Sport

### Calcio
Importante società calcistica cittadina è il Dempo Sports Club, vincitore di cinque campionati nazionali.